# BVN (chaîne de télévision)
Pour les articles homonymes, voir BVN.
BVN est une chaîne de télévision généraliste créée en 1996 à vocation internationale émettant à destination des Néerlandais expatriés.
Issue jusqu'au 1er juillet 2021 d’une collaboration entre les groupes audiovisuels publics des Pays-Bas (NPO) et de la Communauté flamande de Belgique (VRT), elle diffusait jusqu'à cette date une sélection d’émissions issues des chaînes de télévision publiques de ces deux pays. Depuis lors, elle ne reprend plus que des émissions de la télévision publique néerlandaise. Diffusée dans le monde entier, exclusivement en néerlandais, elle reprend notamment certains journaux télévisés de NPO 1 ainsi que des séries, des documentaires, des émissions pour enfant ou des variétés et reprend en direct ou en différé certains grands événements liés à la famille royale néerlandaises (cérémonies, discours royaux, etc.). BVN est reprise sur le câble, le satellite et est aussi diffusée en streaming sur internet.

## Histoire de la chaîne
La chaîne a été lancée en 1996 sous le nom de Zomer TV et a ensuite été rebaptisée BVN en 1998 (Het Beste van Vlaanderen en Nederland, en français « Le meilleur de la Flandre et des Pays-Bas ») ou encore Het Beeld van Vlaanderen en Nederland (« L'image de la Flandre et des Pays-Bas »). Entre-temps, la chaîne s'était développée au point d'être diffusée dans le monde entier. Les studios de BVN se trouvent dans le Media Park de Hilversum (Pays-Bas).

## Identité visuelle

### Logos

Logo du 15 avril 2005 à mars 2018
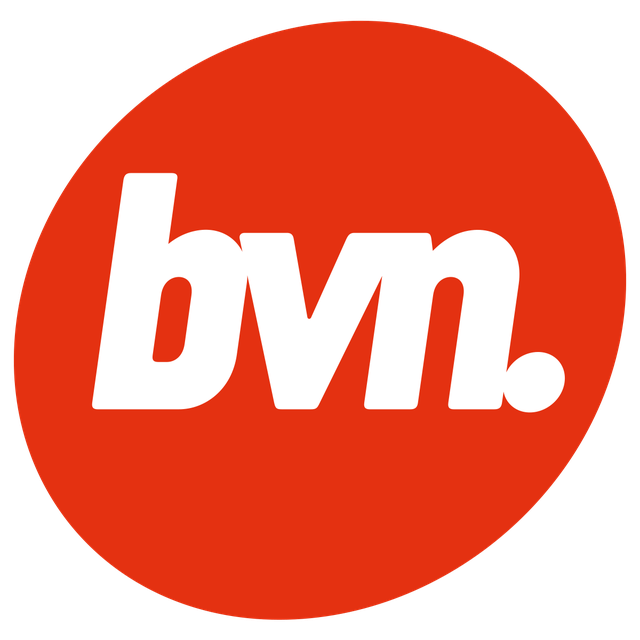
Logo de BVN depuis mars 2018

## Organisation

### Capital
BVN était jusqu'en 2021 une structure de coopération entre la NOS et la VRT. Elle est désormais une filiale de la télévision publique néerlandaise.

## Programmes
La programmation est composée de l'offre télévisuelle de la télévision publique néerlandaise Nederlandse Publieke Omroep. La programmation de la chaîne est strictement basée sur la radiotélévision publique. Aucun programme issu des chaînes commerciales (RTL4 par exemple) n'est donc diffusé. BVN diffuse les journaux télévisés néerlandais. Le discours de Noël du souverain néerlandais est aussi retransmis chaque année. Enfin, la plupart de mariages royaux ont pu être suivis en direct sur BVN.
Afin de couvrir plusieurs créneaux horaires, la programmation de BVN est cyclique, en cycles de deux fois douze heures. Ainsi, on retrouve la même programmation de 13 h à 1 h (heure CET), et la rediffusion de celle-ci de 1 h à 13 h.

## Diffusion
BVN diffuse quotidiennement dans l'Europe entière, aux îles Canaries, en Afrique méridionale, en Afrique du Nord, au Proche-Orient, en Asie centrale, en Asie du Sud-Est, aux États-Unis, au Canada, au Mexique, aux Antilles, à Aruba, au Suriname, en Australie et en Nouvelle-Zélande.
Aux Antilles, à Aruba et dans quelques communes belges, BVN est en outre retransmise via le câble.
En Europe, BVN est diffusée en clair via le satellite Astra1.
Aux États-Unis, au Canada et au Mexique, BVN est diffusée 24 heures sur 24 depuis janvier 2005 via le satellite américain Intelsat Americas 5. Il est nécessaire de posséder une antenne satellite car BVN n'y est plus retransmise via le câble.
BVN peut être aussi reçue via différents réseaux câblés :
- Belgique : dans quelques communes wallonnes ;
- Allemagne : en numérique (Kabel Deutschland, wilhelm.tel) ;
- Luxembourg : en numérique (Eltrona) ;
- Pays-Bas : via de petits câblo-opérateurs ;
- Antilles : en analogique ;
- Norvège : en analogique et en numérique dans quelques communes ;
- Thaïlande : en analogique à Pattaya (Sophon Cable) ;
- Suisse : en numérique (UPC, Bluewin TV).